# Marutei Tsurunen
Marutei Tsurunen  (japansk: ツルネン マルテイ el. 弦念 丸呈 = Tsurunen Marutei) – (født 30. april 1940, Jaakonvaara, Lieksa i Finland), som Martti Turunen, er en japansk politiker og det første vesterlandsk fødte medlem af Overhuset i Japans Parlament.

## Biografi
Turunen er født 30. april 1940 i landsbyen Jaakonvaara, i Nord-Karelen. Som fireårig var han en af de få, der oplevede angrebet på landsbyen, og tilegnede sig en pacifistisk livsholdning.
I en alder af 27 år tog han i 1967 sammen med sin finske kone til Japan som luthersk missionær. I 1974 blev han skilt fra sin finske kone, gift på ny med sin japanske kone, Sachiko, og besluttede sig for at slå sig permanent ned i Japan. Turunen opnået japansk statsborgerskab i 1979 og ændrede samtidigt officielt sit navn til Marutei Tsurunen, som det kræves for opnåelse af japansk statsborgerskab.

## Politik
Tsurunen indvalgtes i 1992 i kommunalbestyrelsen i byen Yugawara i Præfekturet Kanagawa, som det første vesterlandske kommunalbestyrelsesmedlem i Japans historie. I 1995 forsøgte han at blive indvalgt i Overhuset i Japans Parlament og fik 340.000 stemmer, hvilket dog ikke var tilstrækkeligt til en plads i parlamentet. Ved det efterfølgende valg i 1998 opnående han 500.000 stemmer, hvilket var ca. 7.000 stemmer fra at opnå en plads. Efter to valg til Overhuset forsøgte han i 2000 at blive indvalgt i Underhuset, dog uden held. Ved det tredje forsøg til Overhuset opnåede han i 2001 en plads som første suppleant for sit parti. Først da den populære tv-vært Kyosen Ōhashi (大橋巨泉) tog sin afsked fra parlamentet det efterfølgende år, fik Tsurunen den længe ventede plads i Overhuset den 4. oktober 2002. Tsurunen fornyede sin plads i Overhuset ved valget i juli 2007. Han opnåede på den landsomfattende liste over 241.000 stemmer, eller 6. flest stemmer i sit eget parti. 
Tsurunens politiske mærkesager er bl.a. økologisk bevidsthed, mindskning af korruptionen og den nordiske ældrepleje. Japans Demokratiske Parti er Japans største oppositionsparti med sine 84 pladser i Overhuset og 178 pladser i Underhuset i Det Japanske Parlament.
Som senator har Tsurunen deltaget som medlem af landbrugs-, skovbrugs- og fiskeriudvalgene, regeringsudvalget samt formand for særudvalget for spørgsmålene om Okinawa og Norden.
Tsurunen har oversat flere bøger fra japansk til finsk, bl.a. Genji monogatari og selv skrevet adskillige bøger på japansk. En af dem, Nihon-jin ni naritai (日本人になりたい) dvs. "Jeg vil være japaner" er udkommet på finsk med titlen Martti Turusen japanilainen elämä (WSOY 1994, ISBN 951-0-19824-2).